# Fotogrammi d'argento alla carriera
I Fotogrammi d'argento alla carriera (Fotogramas de Plata a Toda una vida o Fotogramas de Plata Especial Homenaje) è un premio assegnato dalla rivista spagnola Fotogramas.

## Albo d'oro

### Anni 1980
- 1987: Rafaela Aparicio

### Anni 1990
- 1995: Francisco Rovira Beleta
- 1996: Francisco Rabal
- 1997: Conrado San Martín
- 1998: Fernando Fernán Gómez
- 1999: Luis García Berlanga

### Anni 2000
- 2001: Aurora Bautista
- 2002: Manuel Alexandre
- 2003: Maria Isbert
- 2004: Amparo Soler Leal
- 2005: Julieta Serrano
- 2006: Chus Lampreave
- 2007: José Luis López Vázquez
- 2008: Julia Gutiérrez Caba
- 2009: José Sazatornil

### Anni 2010
- 2010: José Luis Borau[1]
- 2011: Carlos Saura[2]
- 2012: Elías Querejeta[3]
- 2013: Gonzalo Suárez[4]
- 2014: Juan Diego[5]
- 2015: Charo López[6]
- 2016: Marisa Paredes[7]
- 2017: Carmen Maura[8]
- 2018: Ángela Molina[9]
- 2019: Emilio Gutiérrez Caba[10]

### Anni 2020
- 2021: Concha Velasco[11]
- 2022: Ana Belén[12]
- 2023: Fernando Colomo[13]
- 2024: Antonio Resines[14]